# Вадбольская, Варвара Алексеевна
Княгиня Варвара Алексеевна Вадбольская, урожд. княжна Оболенская (20 мая 1817 — 24 января 1868) — русская писательница, беллетристка, переводчица. Печаталась под псевдонимом Криницкий М.

## Жизнь и творчество
Старшая дочь поручика князя Алексея Николаевича Оболенского (1788—1852) от брака с княжной Варварой Сергеевной Голицыной (1790—1861). По отцу приходилась двоюродной сестрой поэту Д. В. Веневитинову. Муж — князь Алексей Александрович Вадбольский (1815—1853), генерал-майор.
Общественные взгляды Варвары Алексеевны развивались под влиянием публициста М. Н. Каткова и его статей 1840—1850 гг. Литературным творчеством стала заниматься уже в зрелом возрасте, благодаря знакомству с писателем С. Т. Славутинским. Литературный дебют — роман «Узкий путь» (Ч. 1—2), был опубликован под псевдонимом Криницкий М. (имя героя романа) в 1858.
В 1861 «Библиотека для чтения» А. Ф. Писемского напечатала роман В. Вадбольской «Записки холостяка», явившийся попыткой представить «нового» героя — московского барина, решившего накануне отмены крепостного права сменить праздную лень на служение народу. Идея и характеры романа, достоверные картины быта московского «околосвета» (к которому принадлежала и сама Вадбольская), а также ирония в обрисовке главного героя придавали её беллетристике злободневное звучание.
В 1864 в издательстве журнала «Развлечение» В. Вадбольская опубликовала повесть «Пустоцвет», где современный «лишний человек», «по мыслям и речам» весьма похожий на Обломова, повествует о своем духовном падении.
Опубликовала также ряд беллетристических и этнографических очерков под общим названием «Деревенские предания» (1859—1860). Сотрудничала с «Русской газетой», а после её прекращения с «Московским вестником» (1859). Похоронена в Донском монастыре в Москве.

## Сочинения
- Узкий путь. Роман в двух частях. Часть вторая. // журнал «Русский Вестник», № 13—14, 1858 г.
- Записки холостяка. Роман // журнал «Библиотека для Чтения», № 7, 1861.